# Aqui Catalunha
Aqui Catalunha és un portal de notícies brasiler, creat el 8 de febrer de 2018 per Rodrigo P. Alves. És el primer mitjà de comunicació en llengua portuguesa exclusivament dedicat a Catalunya, i tracta temes d'actualitat de política, economia, llengua, acció exterior, esports o turisme.